# Brass and Ivory Tales
Brass and Ivory Tales ist ein Jazzalbum von Ivo Perelman. Es enthält Duos des Saxophonisten
mit Aaron Parks, Agustí Fernández, Aruán Ortiz, Angelica Sanchez, Craig Taborn, Dave Burrell, Marilyn Crispell, Sylvie Courvoisier und Vijay Iyer. Die von März 2014 bis Juni 2021 entstandenen Aufnahmen erschienen in Form einer 9-CD-Box bzw. als Download im Oktober 2021 auf Fundacja Słuchaj.

## Hintergrund
Brass and Ivory Tales, ein aus neun CDs bestehendes Boxset, entstand im Verlauf von sieben Jahren. Die früheste Aufnahme der Reihe ist „Tale Two“ mit der Pianistin Marilyn Crispell, die im März 2014 entstand.

## Titelliste
- Ivo Perelman with Aaron Parks, Agustí Fernandez, Aruán Ortiz, Angelica Sanchez, Craig Taborn, Dave Burrell, Marilyn Crispell, Sylvie Courvoisier, Vijay Iyer: Brass and Ivory Tales (Fundacja Słuchaj! FSR 11|2021)[1]

CD1Tale One with Dave Burrell
1-1 Chapter One 37:10
1-2 Chapter Two 20:01
CD2Tale Two with Marylin Crispell
2-1 Chapter One 6:56
2-1 Chapter Two 5:12
2-3 Chapter Three 7:46
2-4 Chapter Four 2:55
2-5 Chapter Five 5:23
2-6 Chapter Six 3:23
2-7 Chapter Seven 6:35
2-8 Chapter Eight 7:41
2-9 Chapter Nine 6:51
CD3Tale Three with Aruán Ortiz
3-1 Chapter One 9:25
3-2 Chapter Two 3:21
3-3 Chapter Three 4:02
3-4 Chapter Four 11:01
3-5 Chapter Five 10:36
3-6 Chapter Six 10:15
3-7 Chapter Seven 7:02
CD4Tale Four with Aaron Parks
4-1 Chapter One 19:14
4-2 Chapter Two 10:16
4-3 Chapter Three 10:12
CD5Tale Five with Sylvie Courvoisier
5-1 Chapter One 3:32
5-2 Chapter Two 3:04
5-3 Chapter Three 5:04
5-4 Chapter Four 5:45
5-5 Chapter Five 4:33
5-6 Chapter Six 5:28
5-7 Chapter Seven 5:29
5-8 Chapter Eight 7:41
5-9 Chapter Nine 2:39
5-10 Chapter Ten 5:17
5-11 Chapter Eleven 5:55
CD6Tale Six with Agustí Fernandez
6-1 Chapter One 8:45
6-2 Chapter Two 6:11
6-3 Chapter Three 8:28
6-4 Chapter Four 4:02
6-5 Chapter Five 5:28
6-6 Chapter Six 7:21
6-7 Chapter Seven 6:23
6-8 Chapter Eight 2:11
6-9 Chapter Nine 5:02
CD7Tale Seven with Craig Taborn
7-1 Chapter One 26:20
7-2 Chapter Two 4:40
7-3 Chapter Three 5:22
7-4 Chapter Four 19:52
7-5 Chapter Five 8:37
CD8Tale Eight with Angelica Sanchez
8-1 Chapter One 3:35
8-2 Chapter Two 3:04
8-3 Chapter Three 5:47
8-4 Chapter Four 7:40
8-5 Chapter Five 8:18
8-6 Chapter Six 8:33
8-7 Chapter Seven 6:38
8-8 Chapter Eight 7:45
8-9 Chapter Nine 9:51
CD9Tale Nine with Vijay Iyer
9-1 Chapter One 17:10
9-2 Chapter Two 3:36
9-3 Chapter Three 25:27
9-4 Chapter Four 14:26
9-5 Chapter Five 2:28

## Rezeption
Nach Ansicht von Hrayr Attarian, der das Album in All About Jazz rezensierte, beeindruckt dieses Album sowohl durch seine Tiefe als auch durch seinen langen Atem, da es Perelman jeweils mit einem anderen Pianisten vereint. Bei den improvisierten Duetten würde es sich normalerweise um die erste dokumentierte Begegnung der beiden Musiker handeln, und die unmittelbare und sich schnell entwickelnde Synergie klinge frisch und aufregend. Bemerkenswert und erwartungsgemäß sei Perelmans Fähigkeit, sich an den Stil jedes seiner Partner anzupassen, ohne dabei seine Individualität zu verlieren. „Tale Nine“ mit Vijay Iyer sei ein passender Abschluss für dieses anregende Werk, da es Perelmans Vision für diese bahnbrechende Veröffentlichung deutlicher als irgendwo sonst festige. Insgesamt kann man diese beeindruckende Leistung vielleicht als Perelmans Meisterwerk betrachten. Ungeachtet dessen sei es ein offensichtliches Highlight in seiner durchweg großartigen Arbeit und sorge für ein unglaublich berauschendes Hörerlebnis.
So vielfältig die neun CDs von Brass and Ivory Tales auch sein mögen – in Ton, Stil und Länge würden sie alle in etwa gleich klingen, was den Spaß an der Musik angehe, schrieb Paul Semel. Zugegeben müsse man ein Fan von Jazz sein, der sich in das Free-Jazz-Territorium begebe, sich aber nie ganz darauf einlasse, aber wenn ja, finde man auf jeder CD etwas Interessantes und Mitreißendes, unabhängig davon, mit welchem Pianisten Perelman gerade spiele.